# Église Saint-Pierre de Parthenay-le-Vieux
Pour les articles homonymes, voir Église Saint-Pierre.
L'église Saint-Pierre de Parthenay-le-Vieux (aussi connue comme l'ancienne église priorale Saint-Pierre de Parthenay-le-Vieux) est une église de culte catholique située dans la commune de Parthenay, dans le département des Deux-Sèvres, en France.

## Histoire
L'église est construite au milieu XIe siècle. Elle se trouve dans le bourg de Parthenay-le-Vieux qui a été rattaché à Parthenay.
L'église bénéficie d'une protection au titre des monuments historiques via son classement sur la liste de 1846.

## Description

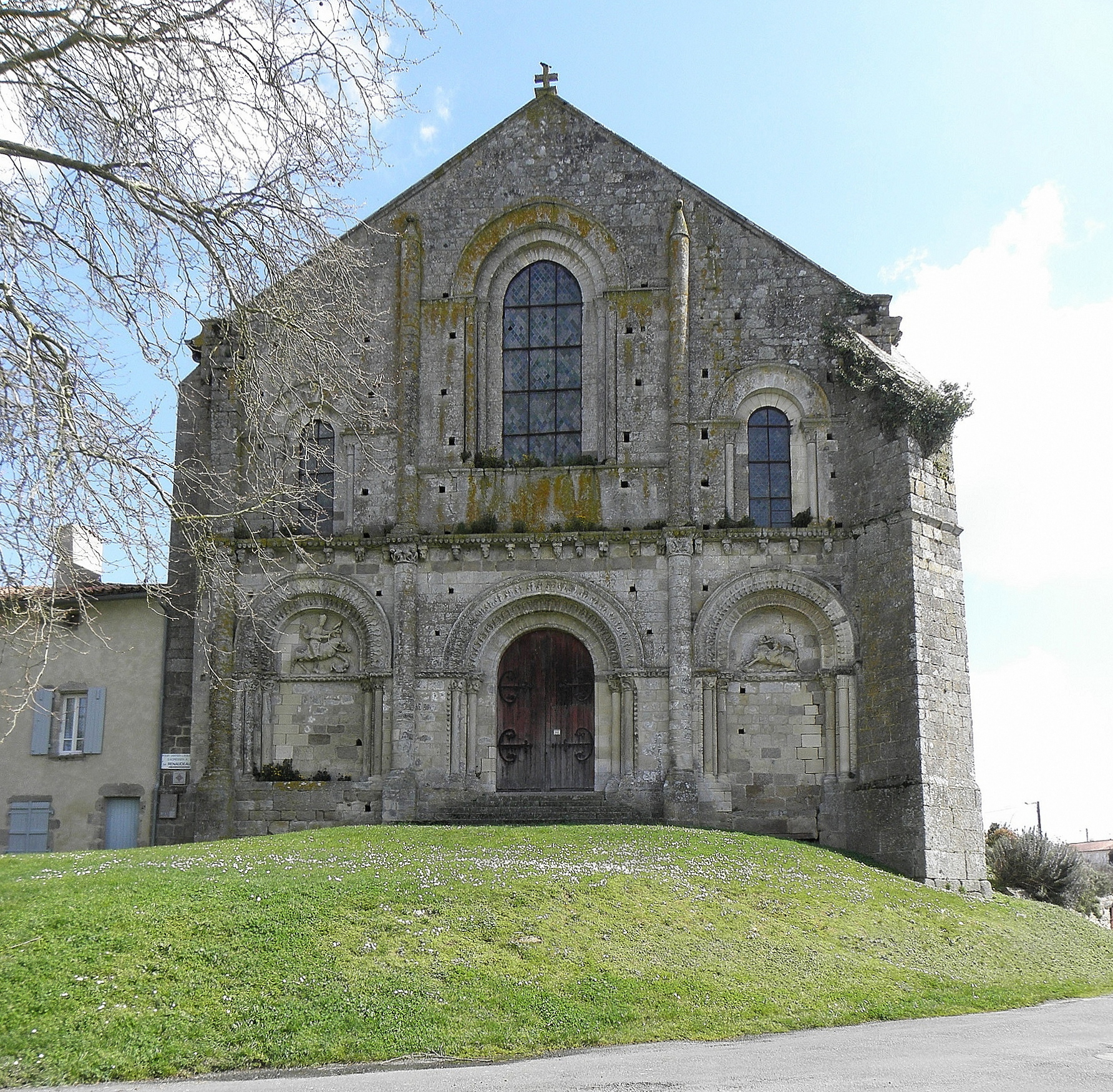
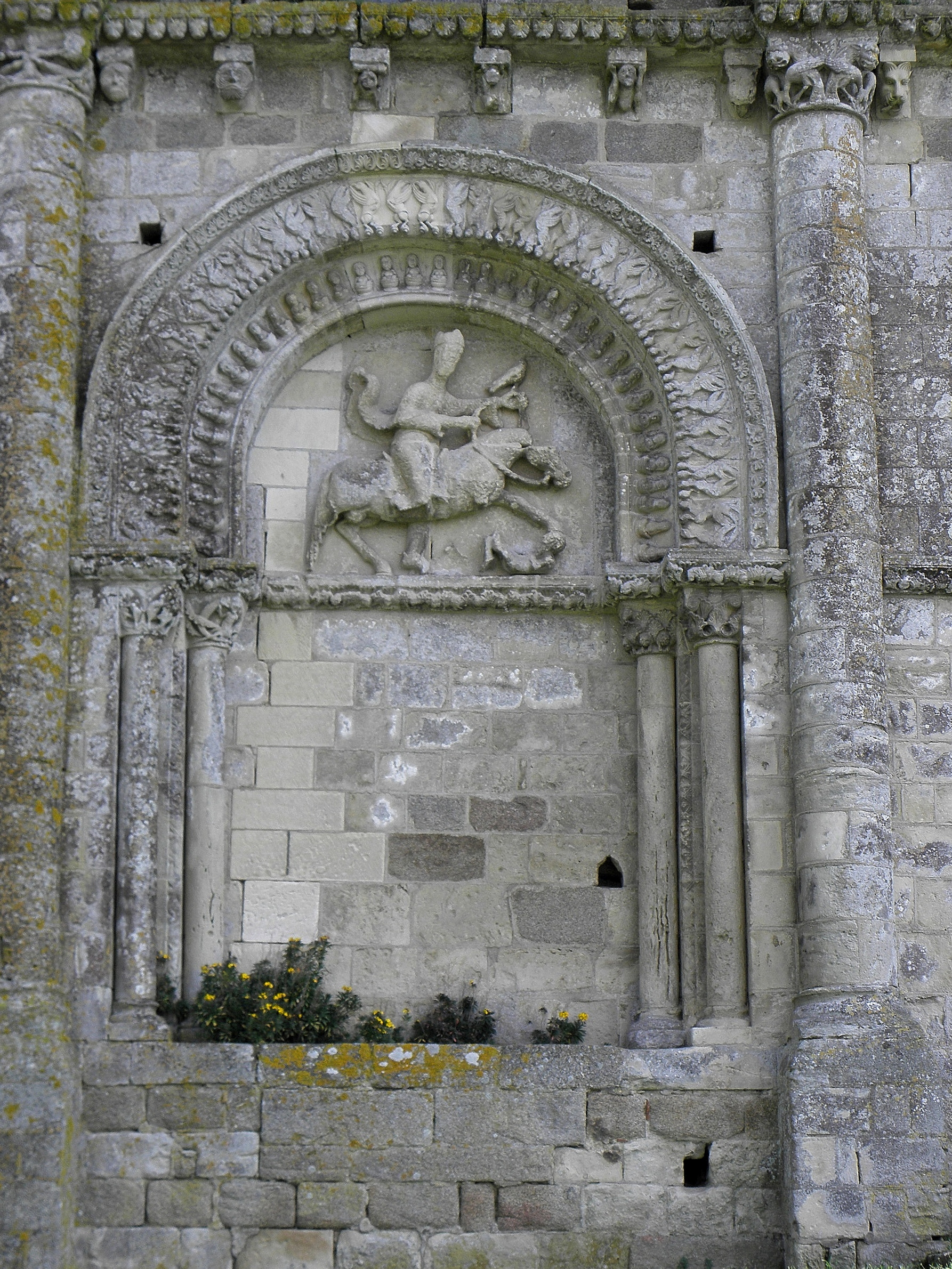
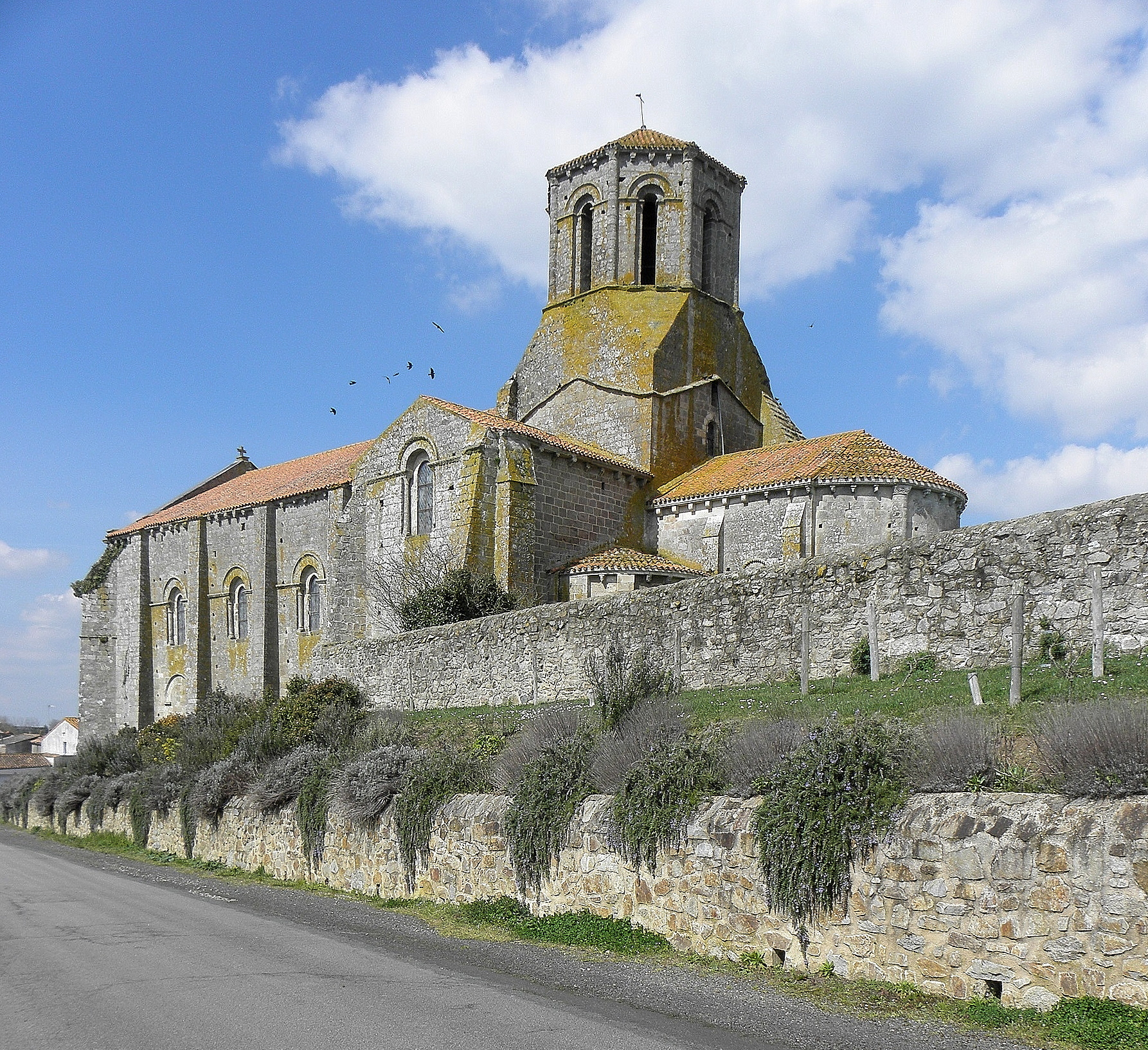
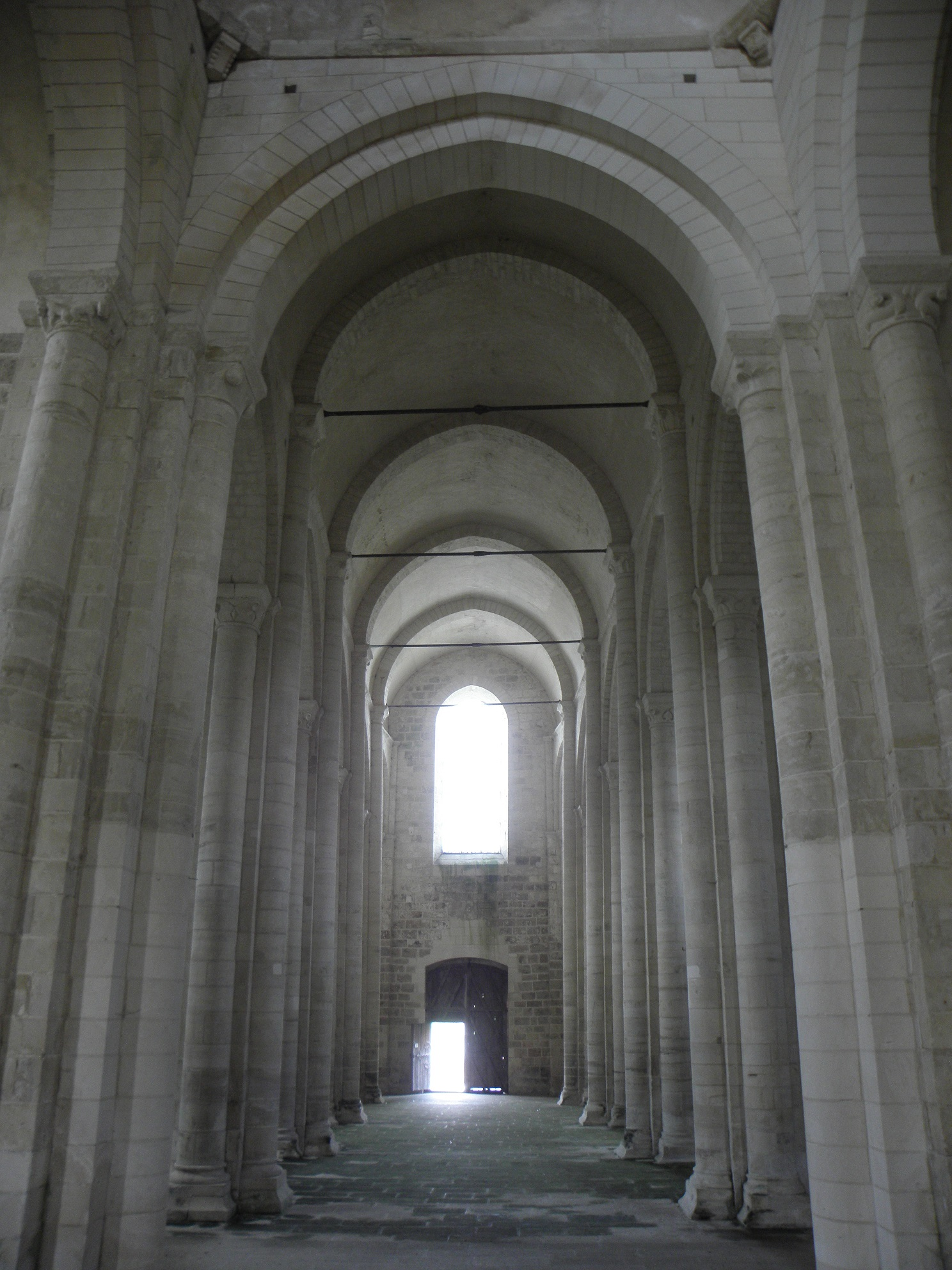